# Xenofrea durantoni
Xenofrea durantoni là một loài bọ cánh cứng trong họ Cerambycidae.